# Rubroek (Frankrijk)
Rubroek (officieel: Rubrouck) is een gemeente in Frans-Vlaanderen, in het Franse Noorderdepartement (Frans: département du Nord). Het dorpje was Vlaamssprekend tot in de 20e eeuw. De gemeente telde 915 inwoners op 1 januari 2022.
Rubroek is vooral bekend om de Vlaamse ontdekkingsreiziger Willem van Rubroeck, die hiervandaan kwam en in 1253 naar Mongolië reisde. De gemeente is daarom verzusterd met de Mongolische stad Bulgan, in de provincie Chovd.
Rubroek ligt in het hart van het Houtland, het binnenland van Frans-Vlaanderen. Het heeft veel woningen in de traditionele 18e- en 19e-eeuwse lokale stijl bewaard (lage, bakstenen huizen, geringe diepte op het perceel, in de breedte langs de straat, rood pannendak) en cultiveert de traditie, niet enkel door zorg voor het landelijke bouwpatrimonium, maar ook door het gebruik van de oude Vlaamse dialectbenamingen voor straten en pleinen, ook al spreekt slechts een deel van de alleroudste generatie nog het West-Vlaams dialect.

## Geschiedenis
Rubroek werd voor het eerst vermeld in 1104 en kende vanaf de 12e eeuw verschillende heerlijkheden. De historische kern van het dorp was een kasteel (waarvan de motte bewaard is), vlak bij een kerk.
Het dorp beleefde zijn grootste bloeiperiode in de 16e eeuw en had toen een rederijkerskamer: Het Sacrament met het devies "Alleven groene".
In de 19e eeuw leed het sterk onder landvlucht: in 1845 had Rubroek nog 1580 inwoners, in 1975 echter nog slechts 680. De laatste decennia is er echter weer een lichte toename.

## Geografie
De oppervlakte van Rubroek bedroeg op 1 januari 2022 14,88 vierkante kilometer; de bevolkingsdichtheid was toen 61,5 inwoners per km².

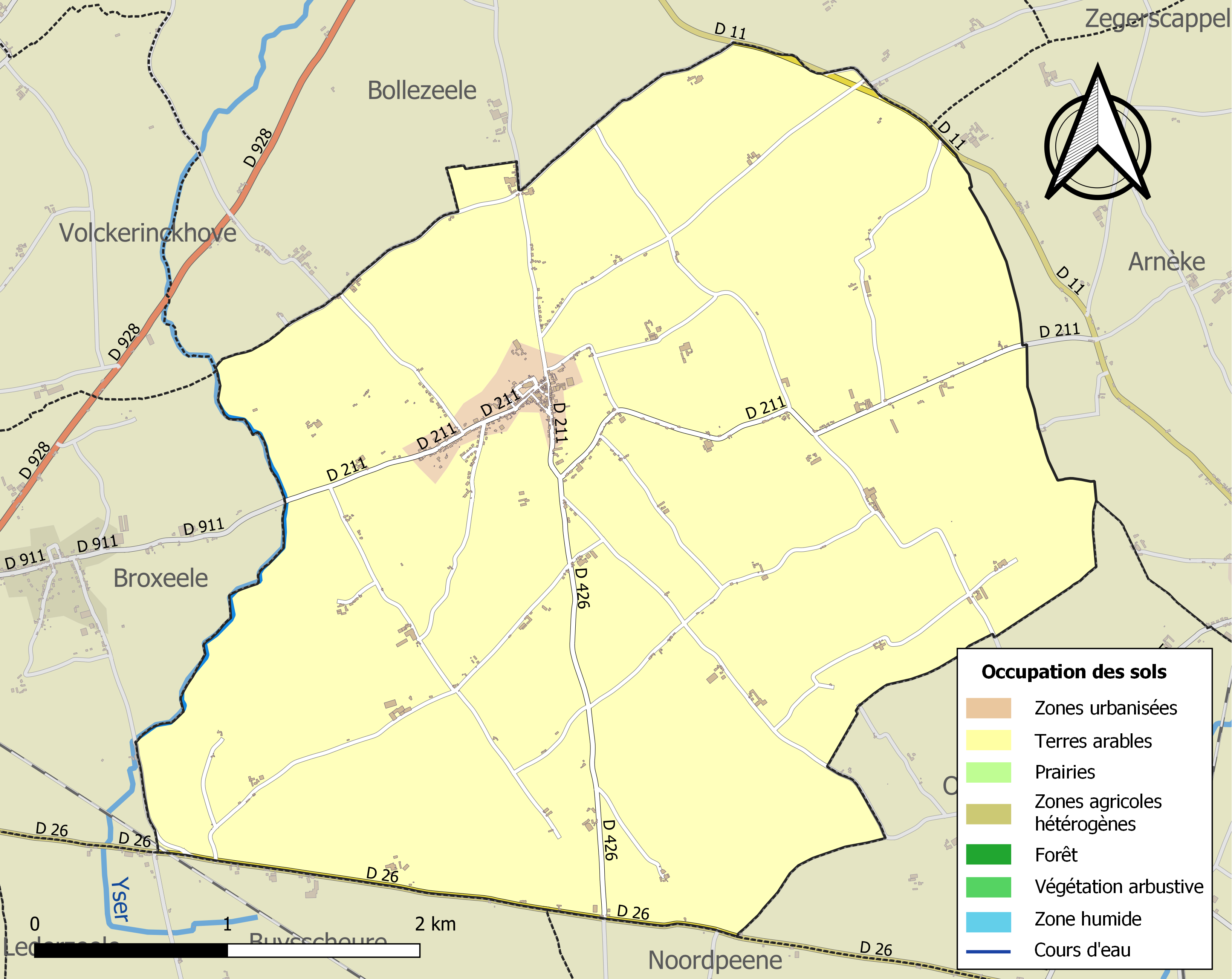
Kaart van de gemeente met belangrijkste infrastructuur, bodemgebruik en omliggende gemeenten

## Bezienswaardigheden
- In Rubroek ligt een middeleeuwse motte met vandaag een boerderij, Belhof genaamd. Hiervan is de omgrachting intact gebleven.
- De Sint-Silvesterkerk (Église Saint-Sylvestre, 16e en 18e eeuw) is een hallenkerk en geklasseerde als monument historique. Volgens de overlevering is het gebouw deels gebouwd met stenen van de afgebroken kathedraal van Terwaan.
- Op het kerkhof van Rubroek ligt het graf van een Britse gesneuvelde uit de Tweede Wereldoorlog.
- Het Maison Guillaume de Rubrouck aan de Route de Broxeele: met een tentoonstelling over de ontdekkingsreiziger Willem van Rubroeck en de cultuur van Mongolië.[2]
- Pastorie gebouwd op een kleine motte.

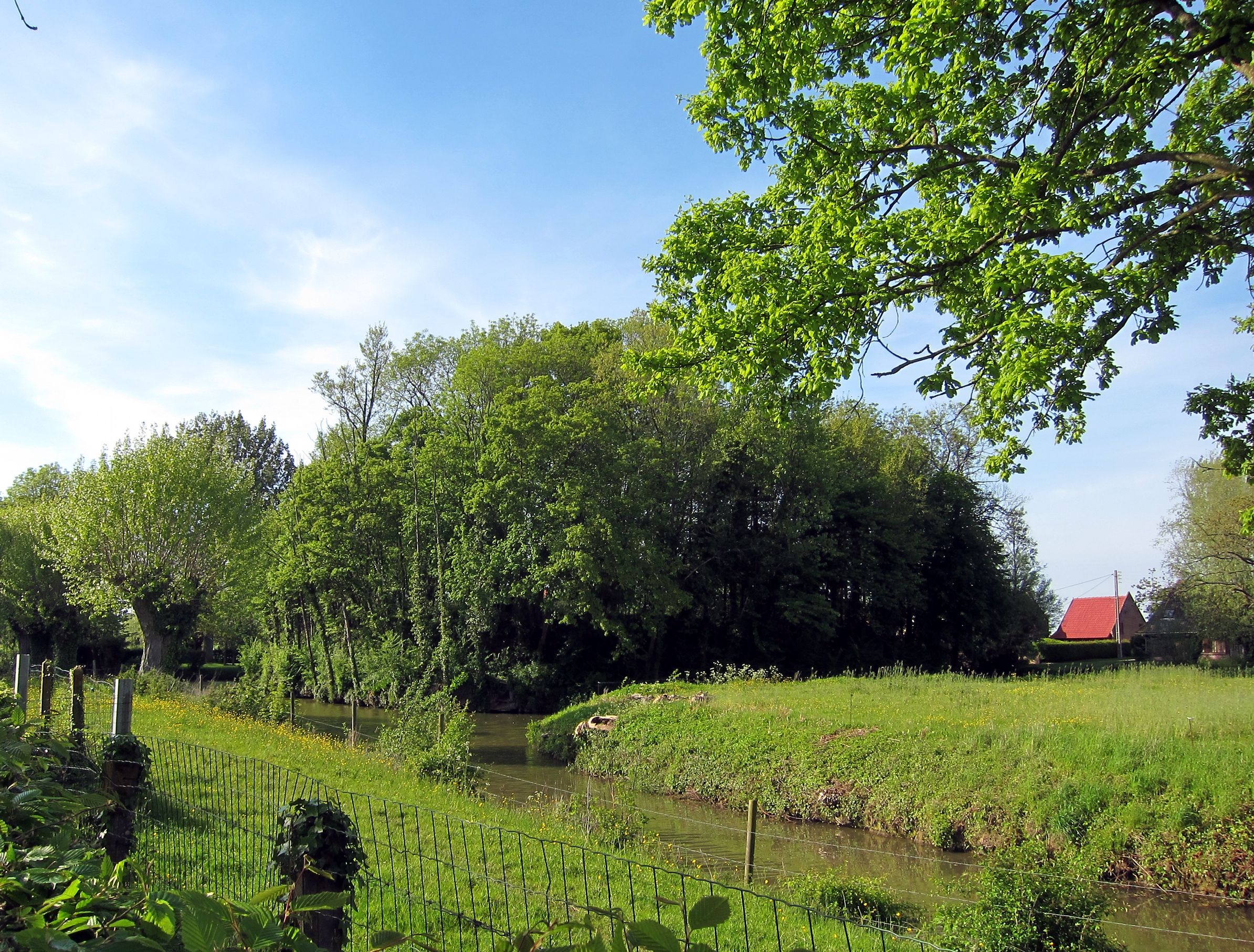
De middeleeuwse motte
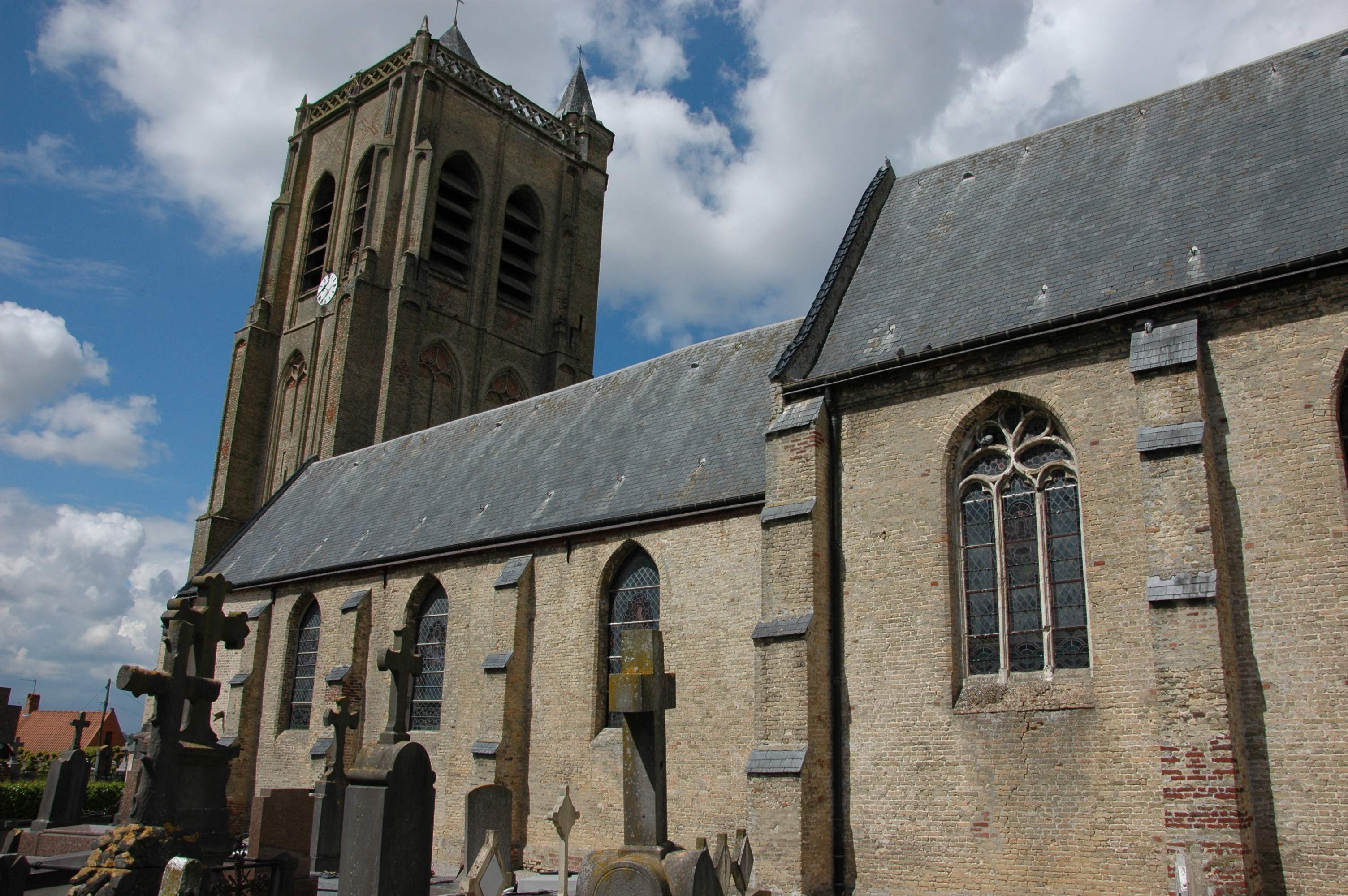
De Sint-Silvesterkerk
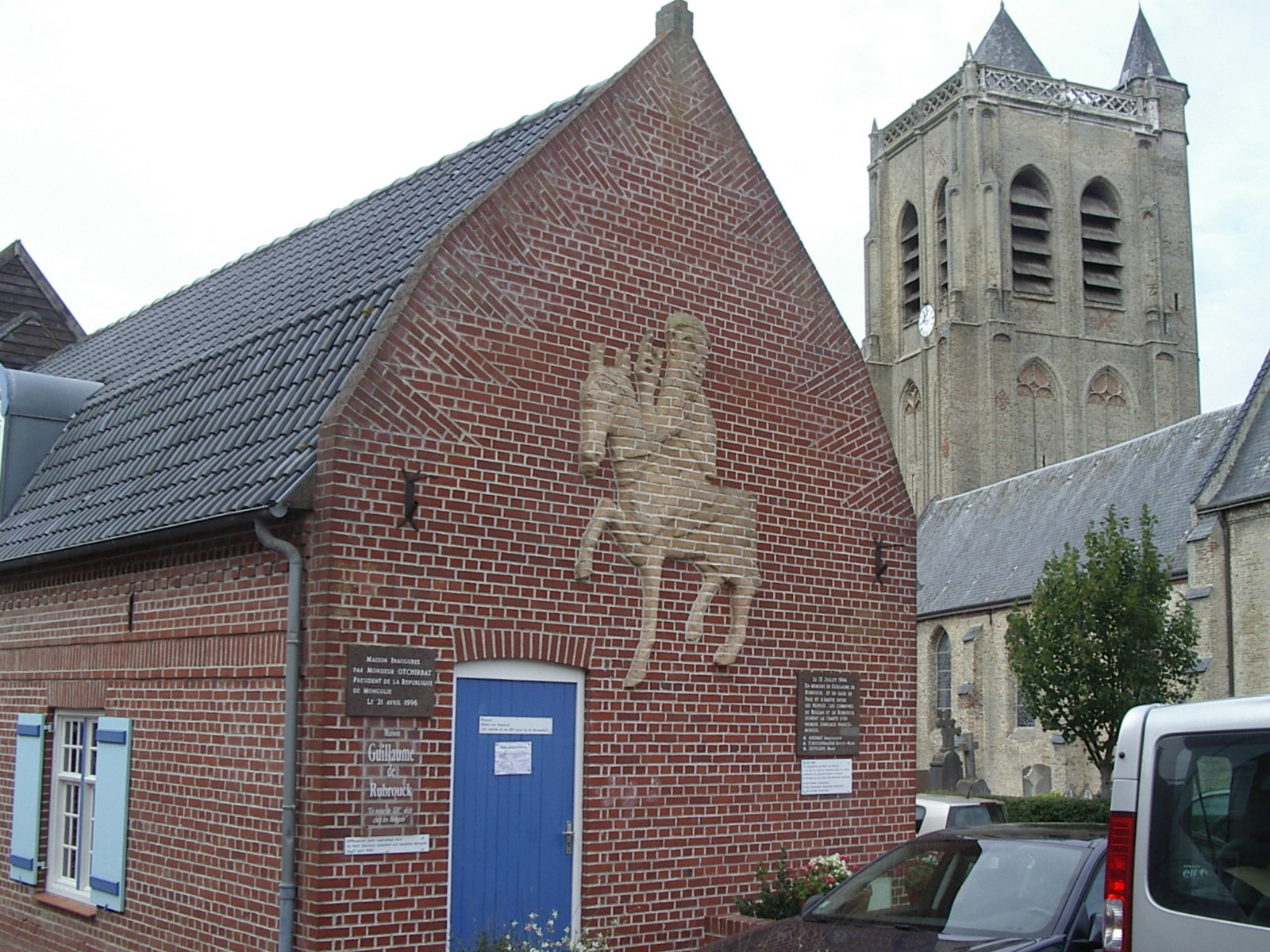
Het "Maison de Guillaume de Rubrouck"
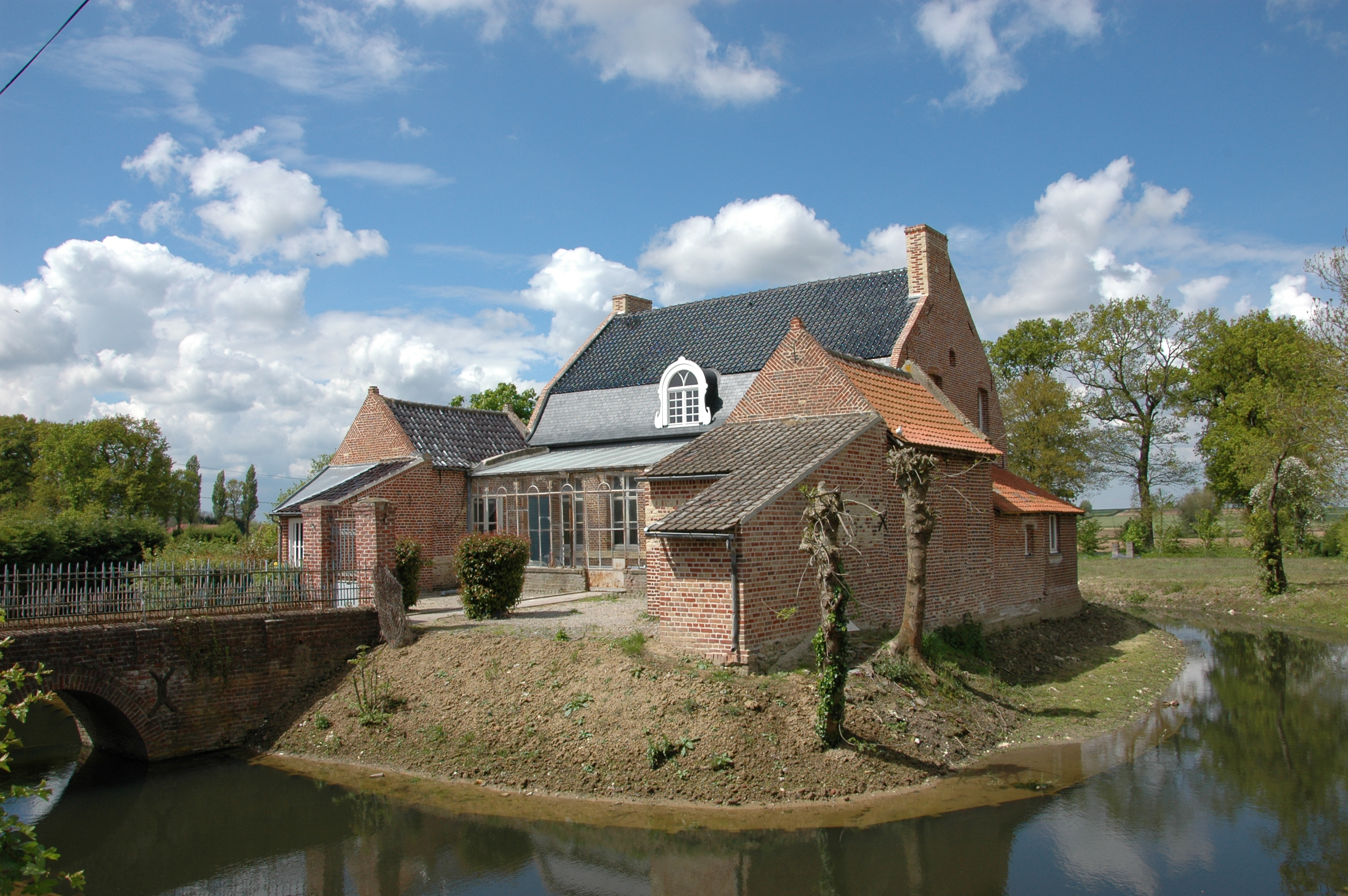
De pastorie

## Demografie
Onderstaande figuur toont het verloop van het inwonertal (bron: INSEE-tellingen).

## Geboren
- Willem van Rubroeck (1220-1270), missionaris en ontdekkingsreiziger.

## Nabijgelegen kernen
Broksele, Bollezele, Arneke, Ochtezele